# ゼロ戦黒雲隊
『ゼロ戦黒雲隊』（ゼロせんくろくもたい）は、1964年11月28日から1965年5月22日にかけて、NET系列にて放映されたテレビドラマである。全26話、モノクロ作品。

## 放映データ
- 放映期間：1964年11月28日〜1965年5月22日
- 放映曜日及び放映時間帯：毎週土曜日 19時00分〜19時30分
- 放映話数：全26話
- 放映形式：モノクロ、16ｍｍフィルム
- 制作：NET、東映

## 概要
太平洋戦争中の日本海軍航空部隊を軸に、部隊内での上官と兵士の対立や、仲間同士の友情を描いた戦記ドラマ。
- 本作のポジフィルムの現存状況について、東映には第1話「ゼロ戦登場」の保存が確認されており、第2話「ゼロ戦誕生」以降は行方不明となっている。保存されている第1話が東映チャンネルで過去に放送されたことがある。

- 本作のソフト化については、主題歌入りのオープニング映像が「東映TV特撮主題歌大全集1」に収録されており、これまでにVHS・LD・DVDとして発売されている。全26話本編が収録されたDVD・ブルーレイの発売はされていない。

## DVD
2021年にベストフィールドから『往年のテレビ傑作映画第1話特集 2』として『柳生武芸帳』・『忍びの者』・『われら九人の戦鬼』の3作品と共に第1話が収録され、デジタルリマスター版として発売された。

## あらすじ
1943年、ショートランド諸島に位置する小島・バラレ島には日本軍にとって南方最後の航空部隊基地があり、そこには四十数名の無法者がいた。彼らは、隊長の中村甲太以下、全て組織からはみ出した軍規違反者で、大の士官嫌い。そんなバラレ島に新しい指揮官として加茂正人が赴任して来た。ある時、加茂が司令部の命令を無視し、危機に陥った中村を救ったことから、一同は団結。かくして、黒雲のように覆い被さる敵を迎撃する「ゼロ戦黒雲隊」の活躍が始まった。

## 出演者
- 亀石征一郎（加茂正人中尉）
- 永山一夫（中村甲太兵曹）
- 石井伊吉（法善辰六）
- 岡部正純（松木勘兵衛）
- 山本磯六（和田平助）
- 吉田道紀（野崎八太郎）
- 森山周一郎
- 湊俊一
- 宮川洋一
- 大原譲二
- 守屋俊男
- 沢りつお
- 吉岡浩一郎
- 笠達也
- 菊地誠一
- 桐島好夫
- 四志譲二
- 二見淳
- 宇都美弘
- 園田義人
- 三島一夫
- 山田甲一
- 斉藤力
- 日下部聖悦
- 佐藤薫
- 木村修
- 田川恒夫
- 池田駿介  ほか
- ナレーター：光枝明彦

## 各話サブタイトル
- 第1話「ゼロ戦登場」
- 第2話「ゼロ戦誕生」
- 第3話「さらば祖国よ」
- 第4話「ゼロ戦グレン隊」
- 第5話「燕返し一家」
- 第6話「われ自爆す」
- 第7話「黒雲隊誕生」
- 第8話「ゼロ・ファイター」
- 第9話「ゼロ戦の鬼」
- 第10話「バラレ基地応答なし」
- 第11話「見よ東海の」
- 第12話「さらばバラレよ」
- 第13話「ゼロ戦魂」
- 第14話「司令長官の子守唄」
- 第15話「生きていた英霊」
- 第16話「イニイビキタ」
- 第17話「大本営発表」
- 第18話「出撃命令」
- 第19話「女は乗せない戦闘機」
- 第20話「出撃命令」
- 第21話「男のゼロ戦」
- 第22話「高度500米」
- 第23話「散るを急ぐな若桜」
- 第24話「ゼロ戦根性」
- 第25話「運命の暗号電報」
- 第26話「後につづくを信ず」

## スタッフ
- 企画：中井義
- 原作：萱沼洋（「ゼロ戦黒雲一家」）青樹社、（「ゼロ戦無頼」）読切倶楽部連載
- 脚本：眞弓典正ほか
- 監督：渡辺成男ほか
- 音楽：原田甫
- 撮影：西山誠
- 照明：斉藤久
- 録音：大家忠男
- 編集：山口一喜
- 美術：吹野志雄
- 効果：阿部作二
- 記録：久保田玲子
- 助監督：鈴木一也ほか
- 進行：山本剛正

特殊撮影
- 撮影：水野寛
- 照明：細田庸介
- 操演：大平効果

## 主題歌
- 「ゼロ戦黒雲隊の歌」作詞：滝田順、作曲：伊部晴美、唄：フランク赤木

| NET（現：テレビ朝日） 土曜19:00 - 19:30 枠 | NET（現：テレビ朝日） 土曜19:00 - 19:30 枠 | NET（現：テレビ朝日） 土曜19:00 - 19:30 枠 |
| 前番組                                     | 番組名                                     | 次番組                                     |
| ------------------------------------------ | ------------------------------------------ | ------------------------------------------ |
| グリンドル                                 | ゼロ戦黒雲隊                               | アリゾナ警備隊26人の男 （再放送）          |